# Tachov (zámek)
Tachovský zámek ve stejnojmenném městě vznikl přestavbou gotického hradu v sedmnáctém století. Hrad byl založen panovníkem na místě raně středověkého hradiště přibližně v polovině třináctého století. Královským hradem zůstal po celý středověk, ale byl různými panovníky často zastavován. Mezi významné šlechtické rody, které se vystřídaly v jeho držení, patří páni z Gutštejna, Pluhové z Rabštejna a Lobkovicové. Po třicetileté válce byl starý a těžce poškozený hrad barokně přestavěn. Roku 1770 zámek vyhořel, a Windischgrätzové ho nechali v letech 1787–1809 obnovit v klasicistním slohu.
Zámecký areál je chráněn jako kulturní památka. Od roku 2014 je zámek zpřístupněn veřejnosti a pravidelně se zde konají komentované prohlídky. Součástí je galerie.

## Historie
Prvním opevněným objektem, který stál na místě zámku, bylo raně středověké hradiště, jehož existence je písemně doložena ve dvanáctém století. Podle kanovníka vyšehradského bylo roku 1126 opraveno opevnění tachovského hradu. Stejný autor však uvádí, že kníže Soběslav I. nechal roku 1131 postavit hrad Tachov. Hradiště zaniklo mohutným požárem nejspíše v první polovině třináctého století.
Vzápětí po požáru byl na místě zaniklého hradiště postaven nový hrad, jehož kastelánem byl v době vlády krále Přemysla Otakara II. Albrecht ze Žeberka, který po panovníkově smrti vystupoval jako majitel a svých neoprávněných nároků se vzdal až v roce 1297. Pravděpodobně již Přemysl Otakar II. zřídil manský systém, který měl zajistit provozní potřeby hradu.
Král Jan Lucemburský hrad roku 1310 zastavil Jindřichovi z Lipé. V zástavním držení hrad zůstal až do roku 1333, kdy ho vyplatil markrabě Karel, který se svým otcem podporoval tachovské many různými svobodami. Později Tachov uvedl ve svém navrhovaném zákoníku Majestas Carolina mezi hrady, které panovník nesmí zastavit. Král Václav IV. hrad na počátku patnáctého století zastavil Janovi ze Švamberka. Pro vzájemné spory roku 1406 Tachov oblehlo královské vojsko, a Jan ze Švamberka musel panství postoupit Bavorovi ze Švamberka, který je vzápětí vrátil panovníkovi. Král brzy po roce 1406 Tachov opět zastavil, tentokrát Hynku Hanovci ze Švamberka. V roce 1410 ho vyplatil a hrad zůstal v královském držení až do roku 1421, kdy ho král Zikmund zastavil Jindřichovi z Metelska. Ve stejném roce město s hradem neúspěšně obléhalo vojsko Jana Žižky.
Po bitvě u Tachova husité dne 11. srpna dobyli město a o tři dny později se jim vzdali také obránci hradu, mezi kterými byli páni Vilém Švihovský z Rýzmberka nebo Jindřich Černín z Chudenic. Hrad poté obsadila husitská posádka pod velením hejtmana Buzka ze Smolotel. Hrad byl neúspěšně obléhán křižáckým vojskem během křížové výpravy v roce 1431. O tři roky později byl držitelem hradu opět Jindřich z Metelska, a když po roce 1446 zemřel, stal se poručníkem jeho dětí přimdský purkrabí Lvík z Jivjan. Od nich zástavní právo přešlo v roce 1449 na Buriana I. z Gutštejna. Jeho syn Burian II. Bohatý získal roku 1477 Tachov do dědičného vlastnictví. Hrad za něj spravovali hejtmané, z nichž je roku 1487 připomínán Zikmund Kfelíř ze Zakšova. Burian Bohatý měl pět synů. Tachov po něm zdědil Jetřich, po kterém se jako majitelé vystřídali ještě Jindřich, Jan a od roku 1508 Volf. Bratři mezi sebou vedli války, a Jindřich z Gutštejna Tachov roku 1509 překvapivým útokem dobyl. Volf uprchl do Prahy, kde byl uvězněn a propuštěn až poté, co slíbil vrátit hrad královské komoře. V lednu 1510 potom hrad pro krále Vladislava II. dobyl Ladislav ze Šternberka. Novým hejtmanem se stal jeho příbuzný Albrecht ze Šternberka.
Král Ludvík Jagellonský Tachov zastavil Barboře z Kolína nad Rýnem jako záruku za půjčku 39 tisíc florénů. Král dluh nejspíše brzy splatil, protože v letech 1525–1529 měl na hradě svého hejtmana, kterým byl Vilém Kfelíř ze Zakšova. Král Ferdinand I. hrad na dobu života věnoval Hanuši Pluhovi z Rabštejna a jeho synovi Kašparovi. Kašpar se však zúčastnil stavovského odboje vůči králi, za což byl potrestán ztrátou celého majetku. Král potom hrad znovu zastavil za 24 tisíc kop grošů. Novým majitelem se stal Jan mladší z Lobkovic. Podle smlouvy měl Tachov zůstat i jeho synovi Kryštofovi a po jeho smrti ještě deset let dalším lobkovickým dědicům, ale na nátlak císaře Rudolfa II. roku 1602 Kryštof z Lobkovic hrad za sto tisíc kop míšeňských grošů postoupil královské komoře. Roku 1606 se zástavním držitelem stala tachovská obec a údržbu hradu měli nadále konat manové, ale potřebné náklady přesáhly jejich možnosti. Řada manů se navíc z manství vykoupila a tachovský manský systém roku 1612 zanikl.
Na počátku třicetileté války město s hradem několikrát střídavě ovládly posádky obou válčících stran. Hrad byl přitom zpustošen a spolu s městem se roku 1623 dostal do dědičného držení Jana Filipa Husmana z Namedy. Ten nechal hrad provizorně opravit, ale roku 1648 ho znovu zpustošili Švédové. Jan Filip Husman ho však nechal opět zrekonstruovat. Roku 1669 se hrad dostal od Husmanových dcer do majetku Jana Antonína Losyho z Losynthalu (podle Tomáš Durdíka Losyové Tachov získali již roku 1651). Příslušníci jeho rodu nechali hrad opravit a přestavět na dvoupatrový barokní zámek. Roku 1770 však blesk způsobil požár velké věže, který se rozšířil do celého zámku. V roce 1781 smrtí Adama Filipa Losyho vymřel celý rod, a tachovské panství zdědil Josef Mikuláš Windischgrätz, který nechal požárem poškozený zámek přestavět v klasicistním slohu. Roku 1802 panství zdědil Alfred Windischgrätz. Kníže Alfréd I. Candidus Ferdinand ke statkům Štěkeň a Tachov v roce 1825 přikoupil kladrubské panství.
Alfredovým nástupcem se stal jeho 43letý syn Alfred Josef, který kromě Štěkně držel panství a statky Tachov, Kladruby, Jablánc v horních Uhrách, Rogatec v Kraňsku a Eglofs-Siggen ve Württembersku o celkové výměře 30.078 hektarů. Po jeho úmrtí se majetků ujal jeho syn Alfred August (1851–1927). Po první světové válce proběhla na majetku Alfreda Augusta pozemková reforma, přičemž značně umenšený velkostatek Štěkeň už v roce 1922 odprodal. Na velkostatku Tachov byly zřízeny zbytkové statky Částkov ve výměře cca 95 ha, Lhotka ve výměře cca 86 ha s lihovarem, Pernolec ve výměře cca 52 ha a Trnová ve výměře cca 61 ha. Alfred August Windischgrätz zemřel roku 1927.
| Rok  | Počet návštěvníků |
| ---- | ----------------- |
| 2015 | 5 790             |
| 2016 | 4 381             |
| 2017 | 4 355             |

Dědictví sestávalo z velkostatku Tachov: lesnictví v ceně 27 464 870 Kč (po odečtení přirážky a služebností cena 20 823 000 Kč), zemědělských pozemků v ceně 2 636 442 Kč, voluptuárních pozemků v ceně 62 529 Kč, stavebních parcel a domů v ceně 2 127 895 Kč, dále pak velkostatku Jablonica, oceněného na 1 723 280 Kč. Dům v Praze 3 (čp. 119, Windischgrätzovský palác) v ceně 1 300 000 Kč převzal pozemkový úřad a dům v Plzni čp. 928 na Říšském předměstí byl prodán za 410 306 Kč. V rámci pozemkové reformy bylo podle dohody ze 3. července 1929 pět lesních revírů v ceně 13 156 424 Kč předáno Státnímu pozemkovému úřadu, zrovna tak získal pozemkový úřad dům v Praze 3, čp. 119 v ceně 1 300 000 Kč, dům v Plzni čp. 928 na Říšském předměstí, dále pak menší pozemky. Po těchto změnách činila hodnota pozůstalosti u velkostatku Tachov: lesní majetek 11 972 497 Kč, zemědělský majetek 2 193 018 Kč, voluptuární pozemky 62 529 Kč, stavební objekty 2 127 895 Kč a velkostatek Jablonica 1 723 280 Kč. Zbylý majetek Alfred August Windischgrätz podržel až do roku 1945.
Na Tachovsku byla veškerá zemědělská půda od roku 1962 obhospodařována Sdružením státních statků v Tachově a po roce 1980 státním podnikem Agrokombinátem s. p. Státní statek Tachov, který měl několik odštěpných závodů. Ten měl ve správě i tachovský zámek s hospodářstvím bývalého velkostatku. Neudržovaný zámek postupně zchátral natolik, že roku 1968 bylo rozhodnuto o jeho demolici. K té nakonec nedošlo a zámek byl v letech 1972–1984 opraven a uzpůsoben pro potřeby městského národního výboru a lidové školy umění.

## Stavební podoba
Opevnění nejstaršího hradiště ze dvanáctého století tvořila dřevohlinitá hradba. Jejím základem byl dřevěný rošt vyplněný zeminou, ale podobu vnější ani vnitřní strany neznáme. Z pozůstatků zástavby bylo archeologickým výzkumem zjištěno jen několik kůlových jamek. Brzy po požáru hradiště byl na jeho místě založen hrad. Tomáš Durdík jej zařadil mezi hrady přechodného typu.

### Hrad
Hrad byl opevněn příkopem a novým valem, který ohradil o něco menší prostor než zaujímalo původní hradiště. Důvodem zmenšení ohrazené plochy mohla být nestabilita a statické poruchy staršího opevnění založeného ve svahu. Na některých místech byl k navršení valu bez vnitřní konstrukce použit materiál ze starého opevnění hradiště. Nový val v koruně dosahoval šířky šest až osm metrů a výšky oproti nádvoří až čtyři metry. Na vnitřní straně ho zajišťovala stěna z kulatin a v místě, kde s valem na severovýchodní straně sousedila budova, zeď z nasucho kladených kamenů. Stěna z kulatin minimálně v jedné části shořela, a byla nahrazena zemním násypem. Brána se po opevnění města nacházela na jižní straně a přicházelo se k ní z města po cestě od východu.

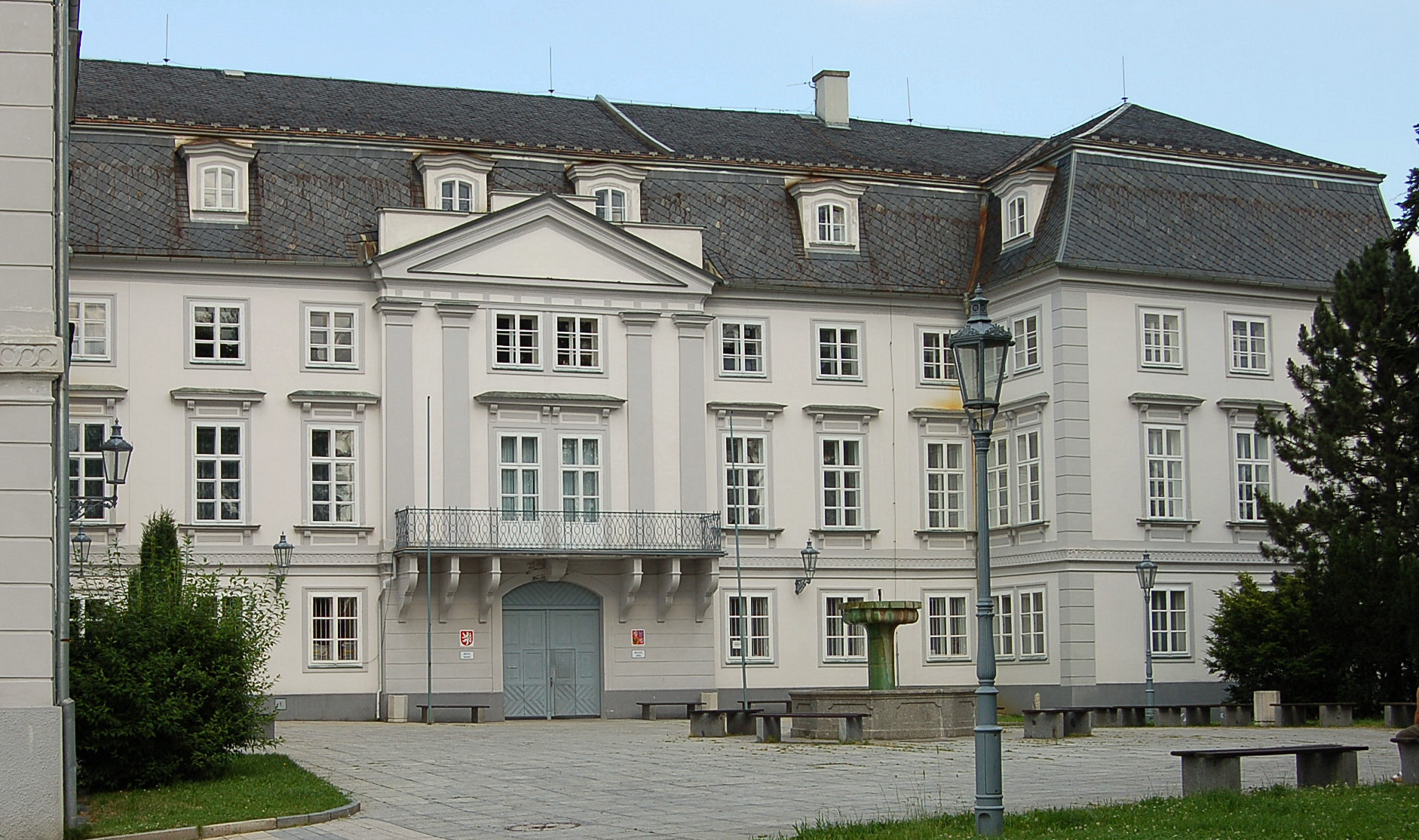
Západní strana východního křídla a krátké jižní křídlo

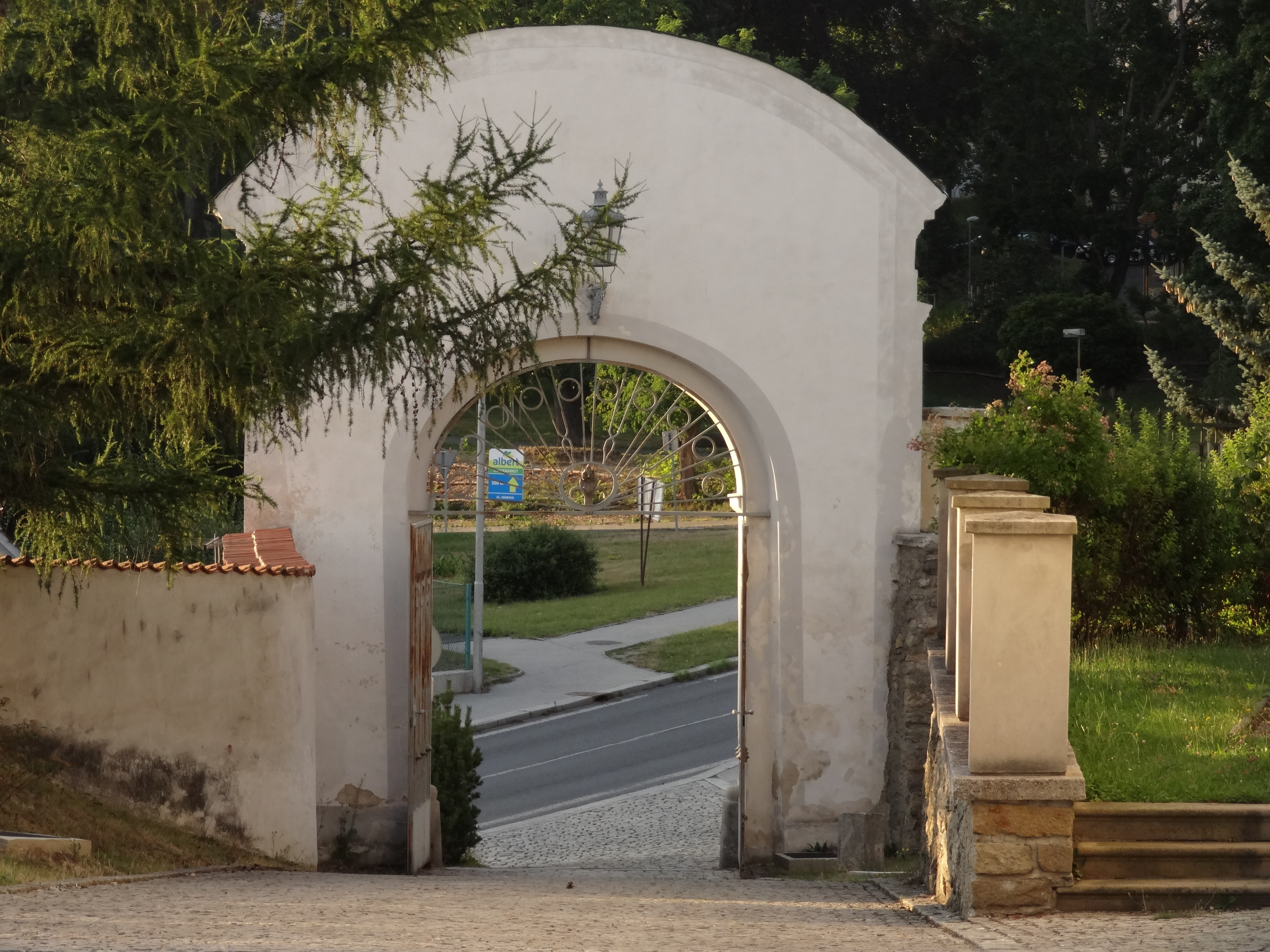
Brána do zámeckého areálu

Zástavba se skládala ze dvou zděných budov na severní straně. Při úpravách ve dvacátém století byl v nádvorní zdi východní budovy odkryt fragment střílnovitého otvoru, ale zanikl, aniž by byl prozkoumán. V době Přemysla Otakara II. byly obě budovy doplněny volně stojící věží se spodní hranolovou částí z bosovaných kvádrů, která přecházela do okrouhlé horní části. Podoba věže je známá pouze z ikonografických pramenů. Archeologický výzkum odkryl jen fragment o výši tří řádků zdiva. Délka strany spodní části věže měřila dvanáct metrů, a proto se vzhledem k její velikosti předpokládá, že věž sloužila k bydlení. Interiér byl okrouhlý již v úrovni přízemí, kde dosahoval velmi malého průměru.
Na počátku čtrnáctého století bylo ohrazeno přilehlé město a hrad se stal součástí jeho opevnění. Hradní val byl proto zesílen čelní kamennou hradbou a na straně proti městu také dvěma hranolovými věžemi. Pravděpodobně ve stejné době byla postavena čtverhranná brána na jižní straně a snad již také parkán, který zajistil stranu odvrácenou od města. Nejspíše za vlády Karla IV. byl na valu pod velkou věží postaven palác, který později zcela zanikl. Během pozdní gotiky proběhly další úpravy, jejichž součástí bylo doplnění velké věže o arkýřové věžičky v nejvyšším patře.

### Zámek
Podoba zámku je výsledkem klasicistní přestavby z let 1787–1809. Během ní byl odstraněn val, zbořena severní brána, severovýchodní a později i velká věž. Pozůstatky ostatních staveb byly zahrnuty do budov nového zámku. Výsledkem přestavby se stal dvoukřídlý zámek s mansardovými střechami obklopený parkem. Zámecký areál vymezila zeď se dvěma edikulovými branami. Hlavní průčelí na východní straně člení rizality. Prostřední rizalit s dvojicí pilastrů je zakončen trojúhelníkovým štítem. Podobným způsobem je řešený také rizalit západního průčelí. Postranní rizality na východní straně jsou zdobené třičtvrtěsloupy, které nesou kladí. Před průčelí je představeno schodiště na terase. Na jižní straně k budově přiléhá krátké jižní křídlo se dvěma okenními osami a na opačné straně dlouhé severní křídlo.